# Бомон-ан-Ож
Бомо́н-ан-Ож (фр. Beaumont-en-Auge) — коммуна во Франции, находится в регионе Нижняя Нормандия. Департамент коммуны — Кальвадос. Входит в состав кантона Пон-л’Эвек. Округ коммуны — Лизьё.
Код INSEE коммуны — 14055.

## Население
Население коммуны на 2010 год составляло 450 человек.
| 1962 | 1968 | 1975 | 1982 | 1990 | 1999 | 2010 |
| ---- | ---- | ---- | ---- | ---- | ---- | ---- |
| 542  | 469  | 409  | 397  | 472  | 496  | 450  |

## Экономика
В 2010 году среди 279 человек трудоспособного возраста (15—64 лет) 201 были экономически активными, 78 — неактивными (показатель активности — 72,0 %, в 1999 году было 77,9 %). Из 201 активных жителей работали 188 человек (87 мужчин и 101 женщина), безработных было 13 (8 мужчин и 5 женщин). Среди 78 неактивных 16 человек были учениками или студентами, 41 — пенсионерами, 21 были неактивными по другим причинам.